# Rakitnica (reka)
Rakitnica izvira pod pobočji Velike gore pri Blatah v močnem obrhu, na katerem je zajetje pitne vode za območje ribniško-kočevskega območja. Tok reke po slabem kilometru konča v požiralnikih pod naseljem Rakitnica. Ob višjih vodah se napolni presihajoče jezero, iz katerega pa se vije struga naprej na ribniško polje, kjer se zlije s preostalimi vodami reke Ribnice in Bistrice na kočevsko polje. Ob deževjih voda iz obrha niha od 4-7 m in s tem pridejo tudi poplave. Reka, ker izvira iz obrha, s sabo ne prinaša peska in proda, ampak je odložila nanose blata in gline na dno polja. Poleti privablja obiskovalce, kopalce in tudi pohodnike s smaragdno modro vodo. Največji pretok je bil zabeležen leta 2010, in to kar 297 m3/s.